# Воскресенский храм (Ахмат)
Храм Воскресения Христова — православный храм в селе Ахмат Красноармейского района Саратовской области. Освящён в честь Воскресения Христова, здание — выявленный объект культурного наследия.

## История храма

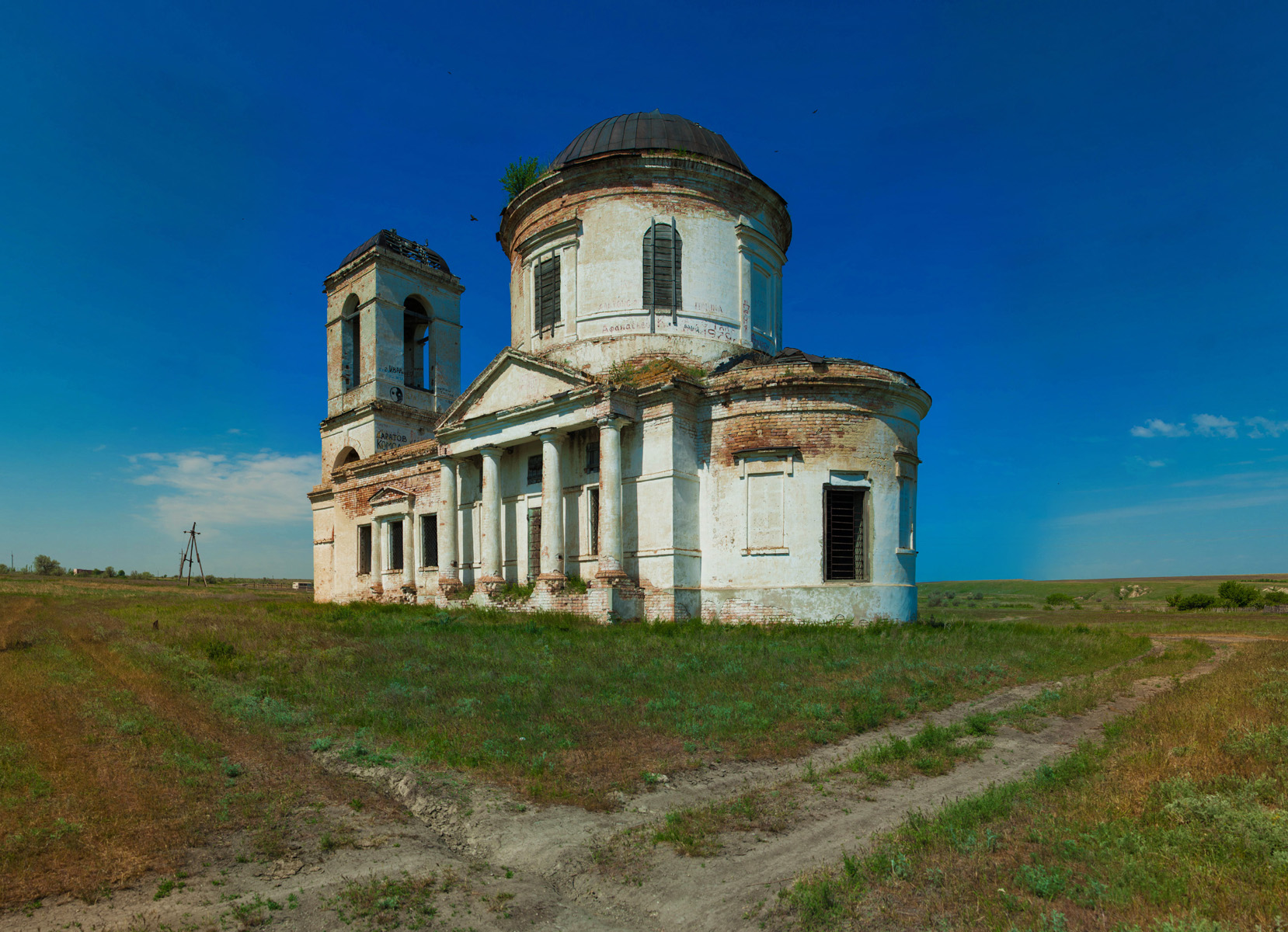
Общий вид

В 1751 году в селе Ахмат была возведена первая деревянная православная церковь с престолом во имя Архангела Михаила. Освящение храма состоялось в 1753 году. В 1827 году старую церковь разобрали, а строительный материал продали в Красный Яр Новоузенского уезда. Новый каменный храм возвели в стороне от подверженного оползням берега, а на месте престола старого храма была сооружена часовня.
Церковь Воскресения Христова в Ахмате выстроена в русском архитектурном стиле. Здание с колокольней и двумя приделами во имя Архангела Михаила и Николая Чудотворца представляет собой одноглавую массивную ротонду на четверике с портиками по северному и южному фасадам, с равновеликой по ширине трапезной и трёхъярусной колокольней. Внутреннее убранство церкви было расписано фресками, остатки этой росписи можно разглядеть и в настоящее время. Строение было возведено на возвышенности, его видно и со стороны дорог, и с проплывающих по Волге кораблей.

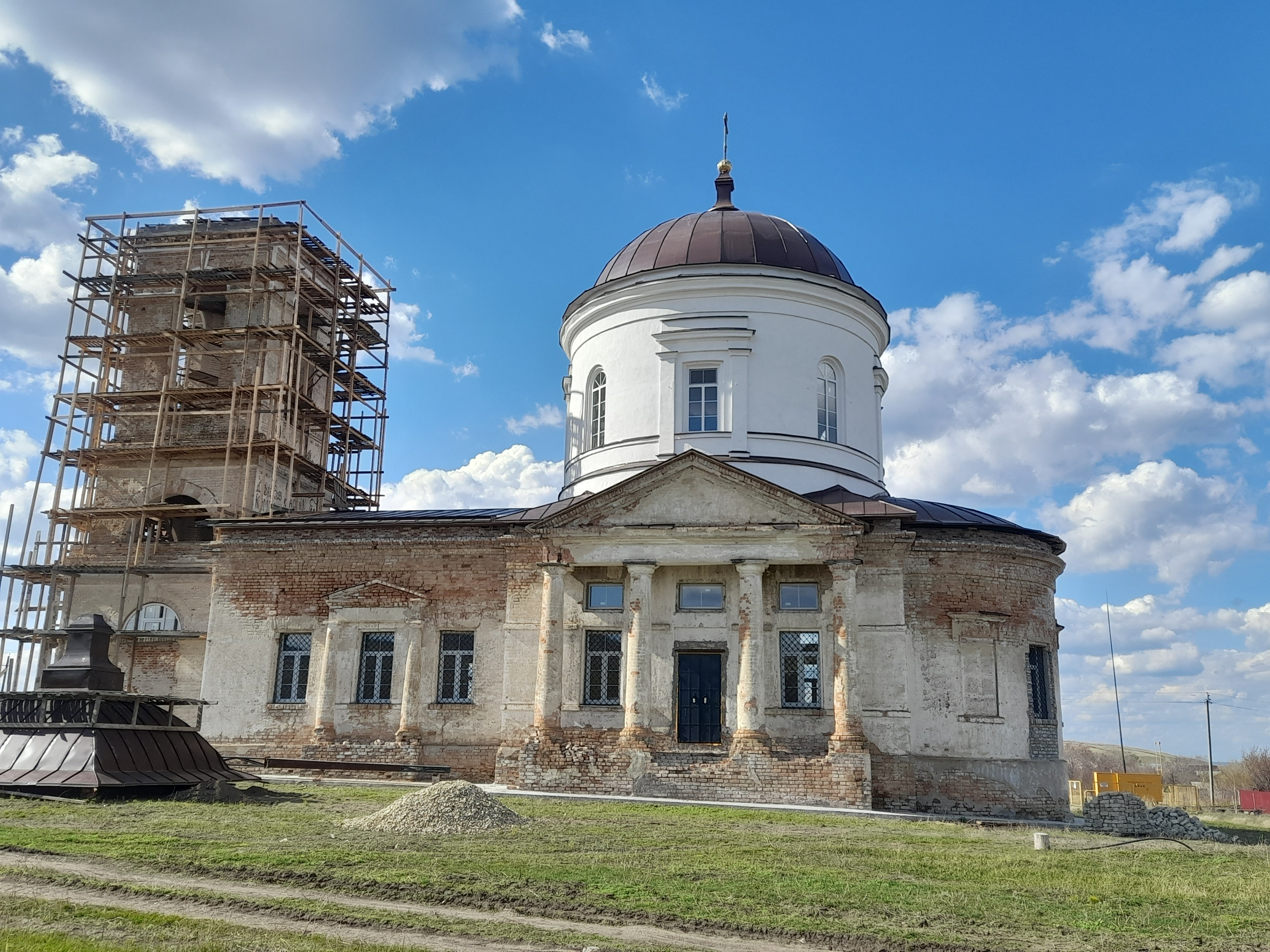
Восстановление храма

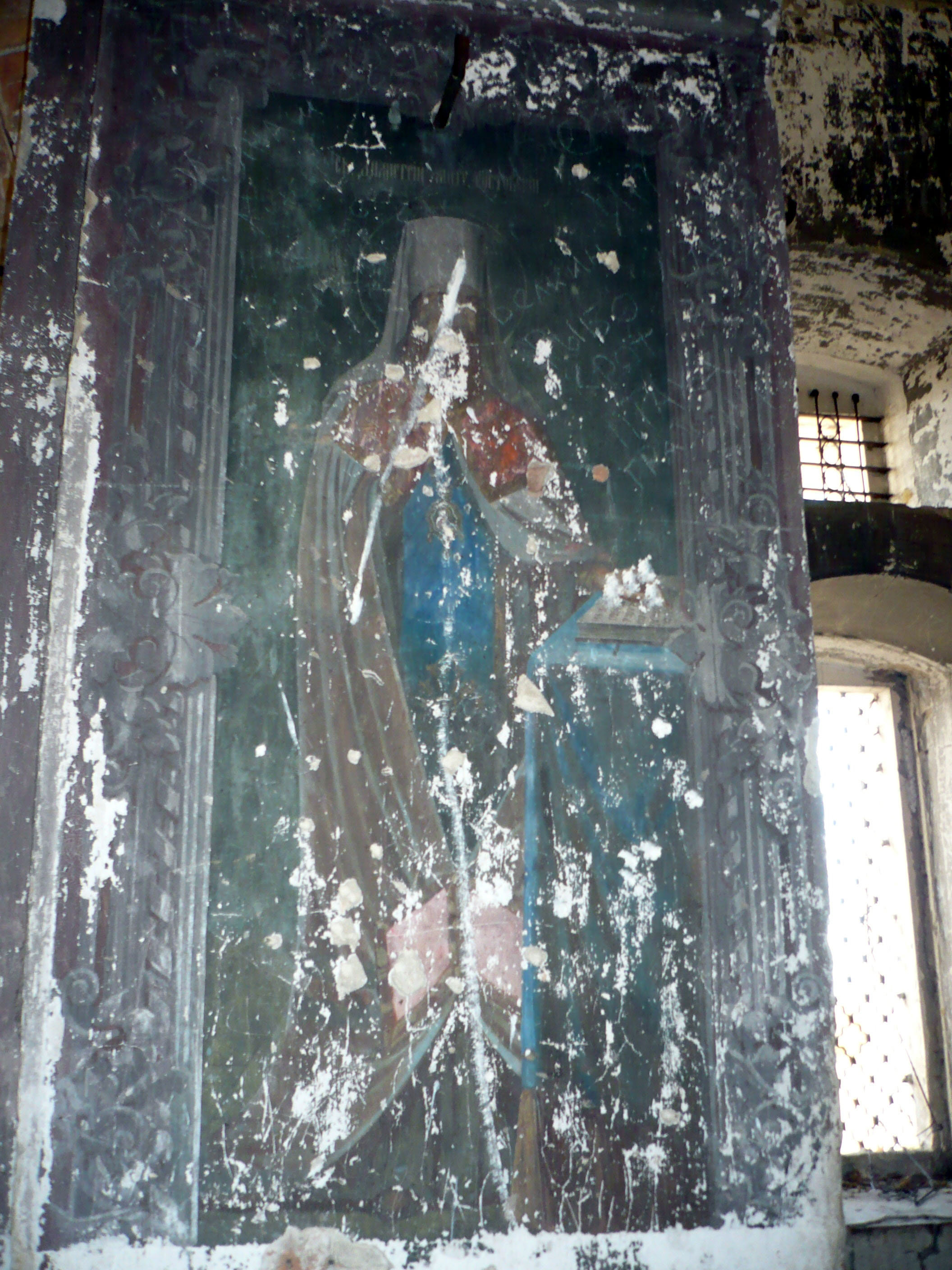
Остатки росписи

В 1897 году на средства графини Олсуфьевой у церкви была выстроена новая земская школа из красного кирпича.
В 1930-е годы во время гонений на церковь, храм был закрыт. Здание не тронули, но кресты с позолоченных куполов скинули.

## Храм сегодня
В настоящий период здание церкви восстанавливается, установлен купол, ведутся реставрационные работы на колокольне.
25 апреля 2025 года совершён чин освящения креста перед его дальнейшим поднятием и установкой на колокольню.